# 裂叶耳蕨
裂叶耳蕨（学名：Polystichum sinense var. lobatum）为鳞毛蕨科耳蕨属下的一个变种。

## 扩展阅读
- 維基物種上的相關：裂叶耳蕨